# Green Cove Springs
Green Cove Springs – miasto w Stanach Zjednoczonych, w stanie Floryda, siedziba administracyjna hrabstwa Clay.